# Història de Sibèria

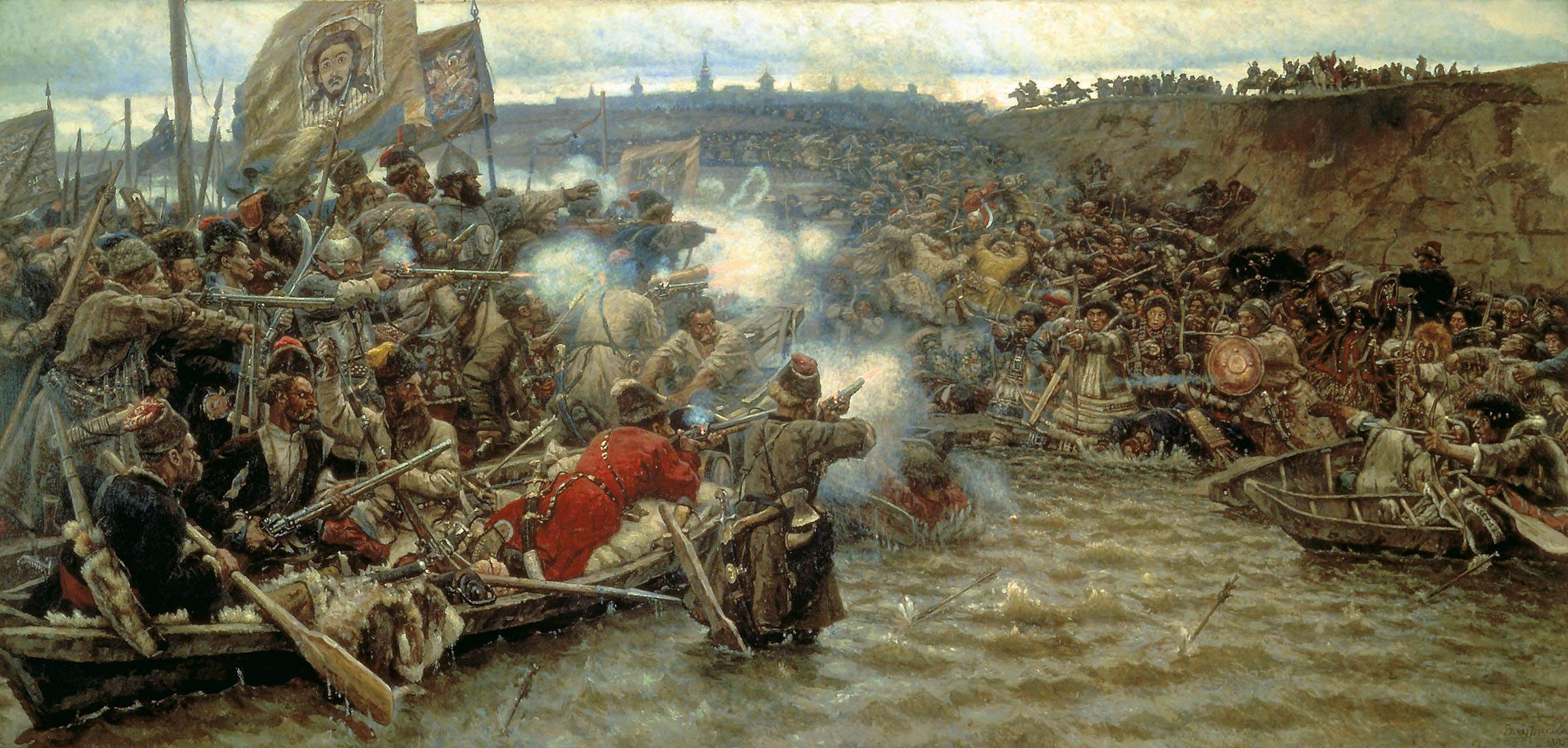
La conquesta de Sibèria de Iermak, una pintura de Vasili Surikov

La història de Sibèria es remunta almenys al primer mil·lenni aC amb l'aparició, al territori, d'antigues civilitzacions nòmades, com ara els escites i els xiongnu. Les estepes del sud de Sibèria foren testimoni de la successió de diversos imperis nòmades, incloent-hi l'Imperi turc i el mongol. Durant la baixa edat mitjana el budisme tibetà s'estengué per les regions del sud del llac Baikal. Una fita important a la zona fou l'arribada dels russos als segles xvi i xvii, època contemporània i en molts aspectes anàloga a la colonització i assentament d'europeus al Nou món. Durant els anys del tsarisme imperial (Imperi Rus), Sibèria era una província agrícola i lloc d'exili dels opositors al tsarisme, com ara Dostoievski i els desembristes, entre d'altres. Els segles xix i xx van ser testimonis del descobriment dels immensos recursos naturals de Sibèria, de la construcció del ferrocarril Transsiberià, de la industrialització i de la creació d'una gegantina xarxa de camps de treballs forçats per a dissidents polítics anomenats «Gulag», ja a l'època estalinista.

## Prehistòria

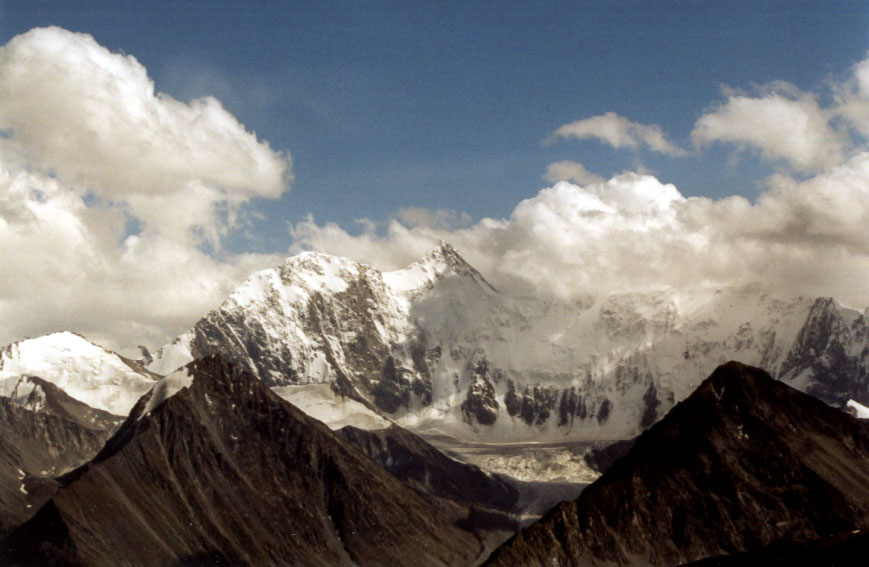
Mont Belukha al massís d'Altai

D'acord amb la genealogia genètica, els primers pobladors que residiren a Sibèria hi visqueren fa quaranta-cinc mil anys i s'expandiren cap a l'est i cap a l'oest per a colonitzar Amèrica i Europa. Als marges de tots els llacs siberians són freqüents restes humanes del període anomenat lacustre del Neolític. A més, s'han trobat molts kurgans o túmuls, forns i altres utensilis que donen fe d'una bona densitat de població. De fet, alguns dels més antics artefactes trobats a l'Àsia central provenen de Sibèria i del Turquestan occidental. Durant les grans migracions d'Àsia de l'est cap a l'oest, moltes poblacions foren esporuguides cap a la frontera nord de l'altiplà Central Siberià i cap a Sibèria. Les successives onades d'immigració les van acabar arraconant cap a les zones més àrides del nord.
D'acord amb algunes teories, els primers habitants de Sibèria foren els Ienisians, que parlaven una llengua diferent de la que parlava la població dels Urals i d'Altai. Alguns dels seus descendents habiten encara a les muntanyes Saian.
Als Ienisians els van seguir els Iuracs provinents dels Urals, els quals vivien a l'alt altiplà i foren expulsats probablement pels huns durant la seva migració al segle iii aC, fins que entraren a Sibèria. Aquest fet ha estat comprovat a causa de la gran quantitat d'utensilis de l'edat del bronze trobats per tot el sud de Sibèria. No coneixien el ferro, però feren magnífics treballs amb bronze, or i argent, amb la forja d'ornaments i d'utensilis per als seus fèrtils camps conreats.
Vuit segles més tard van fer aparició a Sibèria els pobles de llengua turquesa, com els khakassos i uigurs, també forçats a emigrar des de les seves terres originàries. Aquests nous invasors deixaren restes del seu pas per Sibèria, amb dos períodes ben diferenciats. Aquests pobles treballaren el bronze i el ferro en bells motius ornamentals. Alguns dels seus treballs s'exposen al Museu Ermitage de Sant Petersburg.

## Conquesta mongola de Sibèria
Els mongols havien mantingut sempre una estreta relació amb els pobles siberians, als quals anomenaven "gent del bosc" (Ойн иргэд). Molts d'ells, sobretot les tribus assentades als voltants del llac Baikal, parlaven mongol, mentre que altres, com els barga, els tuvinians, els pobles de llengua turquesa, samoiedes i els ienisians eren completament diferents dels mongols.
L'any 1206 Genguis Kan es proclama rei absolut de les tribus mongoles i turcomongòliques del sud de Sibèria. En els anys següents van ser progressivament conquerides les altres tribus siberianes com els oirats, els barga, els khakassos, els uriats, els tuvinians i els kirguís. Sota la dominació mongola, els siberians quedaren organitzats en tres tumen (unitats de deu mil) i diversos telengit (unitats de mil). Els mongols també establiren una colònia d'artesans agricultors xinesos durant la guerra contra la Xina.
Sibèria occidental estigué lligada des de la conquesta mongola als descendents del fill gran de Genguis Kan, Jotxi. Amb la divisió de l'Imperi Mongol, aquests descendents foren els kans de l'Horda d'Or (o ulus de Jotxi, originàriament). Com a curiositat d'aquest període es pot dir que la recaptació d'impostos es feu amb trineus tirats per gossos per travessar amb més rapidesa el territori. Sibèria occidental romangué sota el domini de l'Horda d'Or fins a la seva desintegració al segle xv, l'any 1428, quan es dividí en diversos kanats, entre ells el de Sibèria.

### Kanat de Sibèria

El Kanat de Sibèria durant els segles XV i XVI

El Kanat de Sibèria (1428-1598) fou la resposta a la desintegració de l'Horda d'Or, com un dels seus hereus. Va tenir com a centre la ciutat de Tiumén, i un territori que abastava des del riu Ienissei fins als Urals, i des de l'oceà Àrtic fins a les estepes meridionals creuades pels rius Irtix i Ishim. Estava format per ètnies diverses, i les principals n'eren els tàtars siberians, khantis, mansis, iuracs i selkups. La dinastia Taybughid (no emparentada amb Genguis Kan) es disputava el tron amb els descendents de Shibam, un fill de Jotxi; i un kan d'aquesta família, Taibuga, prengué el poder al 1450.
A principis del segle xvi van començar a arribar al Kanat fugitius tàtars del Turquestan; estaven formats per agricultors, adobers, comerciants i clergues islàmics, que s'assentaren a les terres a l'est dels Urals. S'organitzaren en petits principats sotmesos a la voluntat del kan de Sibèria. A pesar de tot, tingueren enfrontaments amb els russos que habitaven a l'altra part dels Urals i que començaven a colonitzar la serralada. Aquests enfrontaments amb Moscòvia obligaren el kan Ediger a enviar emissaris a Moscou accedint a pagar-hi un tribut anual.
L'últim kan de Sibèria fou Kutxum (?-1605, va regnar entre 1563-98) i intentà dur a terme algunes reformes, com ara convertir els tàtars siberians, seguidors del xamanisme, a l'islam. D'aquesta manera, demanà al kan de Bukharà, Abdullah, l'enviament de clergues musulmans a Iskar. La conversió sols va tenir èxit a les ciutats, ja que gairebé no va tenir influència als territoris dels rius Irtix i Obi, o a l'Altai. S'inauguraren escoles amb l'objectiu de millorar l'alfabetització. Per acabar, cal destacar que Kutxum es negà a pagar el 1571 el tribut a Moscòvia, desafiant així als russos, a la vegada que s'aliava amb el Kanat de Crimea. Aquesta hostilitat tingué el seu auge el 1573, quan el mateix kan dirigí una incursió sobre la ciutat russa de Perm. Aquest atac proporcionà l'excusa als russos per iniciar la conquesta de Sibèria.

## Conquesta russa de Sibèria

### Antecedents: Novgorod i Moscòvia
Els antecedents a la conquesta russa de Sibèria els podem trobar ja al segle xi, quan la República de Nóvgorod feia incursions i visites al territori siberià situat més enllà dels Urals, i d'aquestes incursions es passà al segle xiv a l'exploració del riu Obi i la mar de Kara cap al 1364. Després de la caiguda de Novgorod, les seves comunicacions amb la Sibèria occidental passaren al Gran Ducat de Moscou. D'aquest primer període moscovita cal citar l'expedició militar dels prínceps Fiódor Kurbski i Ivan Saltyk-Travin cap al maig de 1483, que es mogueren pels rius Tavda, Tura i Irtix, i arribaren fins al riu Obi. També es pot esmentar que, al 1499, moscovites i novgorodencs esquiaren fins a Sibèria occidental remuntant el riu Obi i en sotmeteren algunes tribus locals.
Després de l'atac del kan de Sibèria, Kutxum, el 1573, el gran comerciant Stróganov de Perm va enrolar nombrosos cosacs per protegir els assentaments als Urals. Stróganov li va recomanar al seu cap cosac Iermak Timofeievitx que conquerira el Kanat de Sibèria, amb la promesa de subministrament d'aliments i armes.

### Conquesta

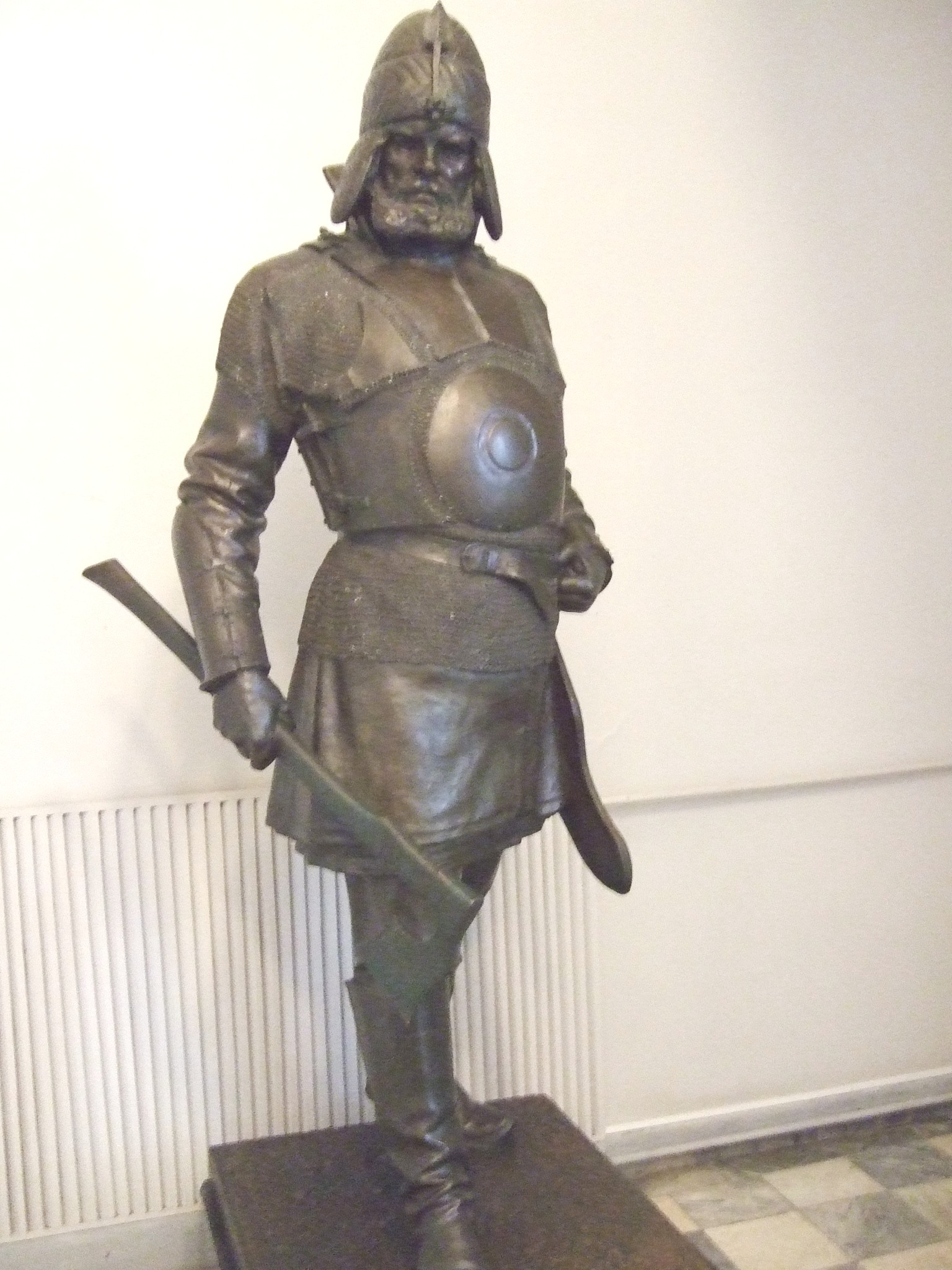
Iermak Timofeievitx

Iermak Timofeievitx entra a Sibèria l'any 1580 amb una tropa de 1.636 guerrers, seguint els rius Tagil i Tura. L'any següent assetjaren amb èxit Isker, residència del kan Kutxum en les proximitats del riu Tobol, prop d'on avui s'alça la ciutat de Tobolsk, amb una força de 500 soldats. Kutxum fugí i abandonà els seus dominis a Iermak, el qual els lliurà al tsar Ivan IV. Mentrestant, Kutxum es va retirar a l'estepa i en els anys següents reagrupà les seves tropes, fins que va atacar per sorpresa a Iermak la nit del 6 d'agost de 1584, i massacrà la major part dels seus soldats. El mateix Iermak fou ferit i va tractar d'escapar nedant pel riu Wagai (afluent de l'Irtix), però s'hi ofegà a causa del pes de l'armadura (fonts tàtares asseguren que aquesta versió fou inventada per salvar-li l'honor i que en realitat fou massacrat amb la resta dels seus soldats). La resta de les tropes de Iermak sota el comandament de Mescheryak se'n retiraren i van destruir al seu pas la ciutat de Qashliq.
El 1586 els russos tornaren a Sibèria, i després de sotmetre el kanat a vassallatge i als mansis mitjançant l'ús d'artilleria, van establir una fortalesa a Tiumén, prop de les ruïnes de Qashliq. Les tribus tàtares, sotmeses al kan Kutxum, van ser atacades entre els anys 1584 i 1595. Malgrat tot, Kutxum no fou capturat. Finalment, l'agost de 1598, Kutxum fou derrotat en la batalla d'Urmin, prop del riu Obi. En el transcurs de la contesa, la família reial siberiana fou capturada per les tropes russes, però Kutxum tornà a escapar. Malgrat la seva fugida, la captura de la seva família suposà el final de les activitats militars i polítiques del kan, que es retirà als territoris de l'Horda Nogai, al sud de Sibèria. Es creu que d'allí es va dirigir llavors a Bukharà i que, quan ja era vell, es quedà cec, i va morir a l'exili, lluny dels seus parents. La família del kan fou traslladada a Moscou, on van romandre com a ostatges. Els descendents d'aquella família van ser coneguts com a prínceps Sibirsky, i se sap que la família va sobreviure almenys fins a finals del segle xix.
Després de la mort del kan i la progressiva dissolució de la resistència siberiana organitzada, començà l'expansió russa cap a l'est. Unes noves onades de bandes de caçadors i aventurers feren incursions anuals en territori siberià, amb el suport de Moscou. Es van construir forts i això permeté que nous treballadors s'assentessin al seu voltant per subministrar aliments a les guarnicions militars. Per evitar conflictes amb les poblacions més nombroses del sud, els russos preferien avançar cap a l'est per latituds més altes. Avançaren en primer lloc cap al llac Baikal i després a la mar d'Okhotsk i al riu Amur. Malgrat tot, quan arribaren a les fronteres xineses, es van trobar amb pobles equipats amb artilleria i van haver de detenir-se.
Els russos arribaren a l'oceà Pacífic l'any 1639. Després de la conquesta del Kanat de Sibèria, tot el nord d'Àsia (una àrea molt més extensa que l'antic kanat) passà a ser conegut com a Sibèria, i cap a l'any 1640 les fronteres orientals de Rússia s'havien expandit en milions de quilòmetres quadrats. Moltes de les ciutats russes modernes de la Sibèria occidental es fundaren durant el període del Kanat de Sibèria, incloent-hi Tiumén i Tobolsk. En certa manera, el kanat subsistí sota el títol subsidiari de "tsar de Sibèria", que va passar per complet de l'estil imperial dels autòcrates russos.

## Sota l'Imperi Rus

### L'expansió russa cap a l'est

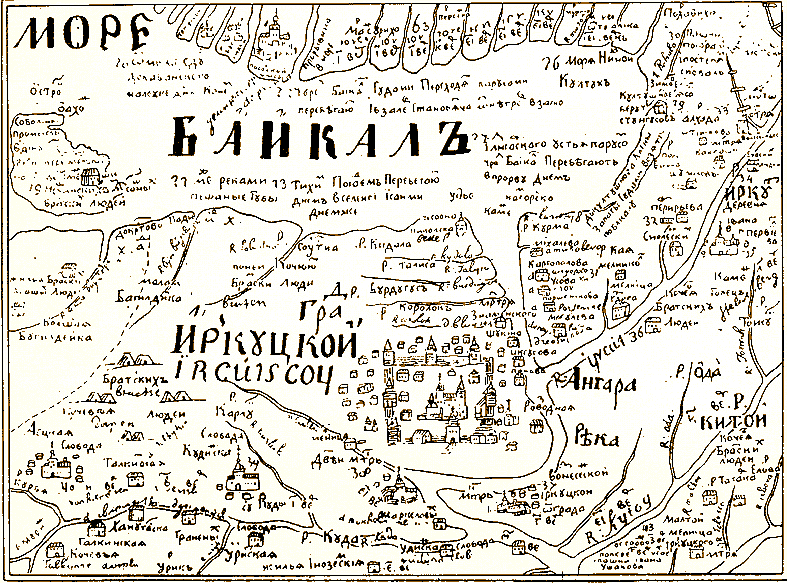
Antic mapa d'Irkutsk, del llac Baikal i dels seus voltants

El principal atractiu perquè arribessin els cosacs russos a Sibèria era el comerç de pells de rabosa i altres animals. Els cosacs, al seu torn, mantingueren la població local sotmesa a Rússia i obligada a pagar iasak (impost) en forma de pells, a canvi de protecció militar enfront de les poblacions nòmades del sud. S'habilitaren camins cap a Moscou per al transport del iasak, per la qual cosa aquests camins es conegueren com a iasachnaia.
Alguns pobles nadius, però, van mostrar resistència als russos, tot i que la major part de les vegades s'hi sotmeteren, i fins i tot hi va haver pobles que van demanar una relació de subordinació, encara que a voltes més tard es negaren a pagar els iasak, o no van reconèixer l'autoritat de Rússia. Hi ha evidències de la col·laboració dels russos amb els pobles locals de Sibèria, tot i que cada vegada que avançaven cap a l'est, els nadius oferien més resistència. Els grups més resistents foren els koriaks i els txuktxis (de la península de Txuktxi), aquests últims amb un nivell de desenvolupament quasi de l'edat de pedra. Els tungus també van lluitar feroçment durant els anys 1607-1610 per la seva independència, però foren sotmesos cap a l'any 1623. Els buriats hi oferiren resistència, però entre 1631-1641 els cosacs erigiren fortaleses empallissades al seu territori, i un fort el 1648 en el curs alt del riu Uda, més enllà del llac Baikal.
El 1628 els russos van arribar al riu Lena, i van erigir el 1632 la fortalesa i posteriorment ciutat de Iakutsk. Set anys més tard arribaren a la mar d'Okhotsk, a la desembocadura del riu Ulya. El 1643 els vaixells de Vassili Poiàrkov aconseguiren descendir el riu Amur i arribar a Iacutsk per la mar d'Okhotsk i el riu Aldan. El 1649-1650 Ierofei Khabàrov establí el fort d'Albazin a la riba del riu Amur, amb la intenció d'avançar cap al sud per les terres manxús, però la resistència d'aquest poble obligà els cosacs a abandonar Albazin i a frenar, mitjançant el tractat de Nertxinsk (1689), les seves pretensions a la conca del riu Amur. Rússia es concentrà aleshores en la colonització de les vastes extensions de Sibèria i en el comerç amb la Xina per la ruta siberiana. El mateix any que Khabàrov havia explorat l'Amur (1648), el cosac Semió Dezhnev navegà des del riu Kolimà al llarg de l'extrem nord-oriental d'Àsia fins a l'estret que seria descobert i descrit vuitanta anys després per Vitus Bering. Serien James Cook el 1778 i La Pérouse després d'ell qui establirien definitivament les característiques generals de la costa del Pacífic nord.

### Primers assentaments i consolidació de la població

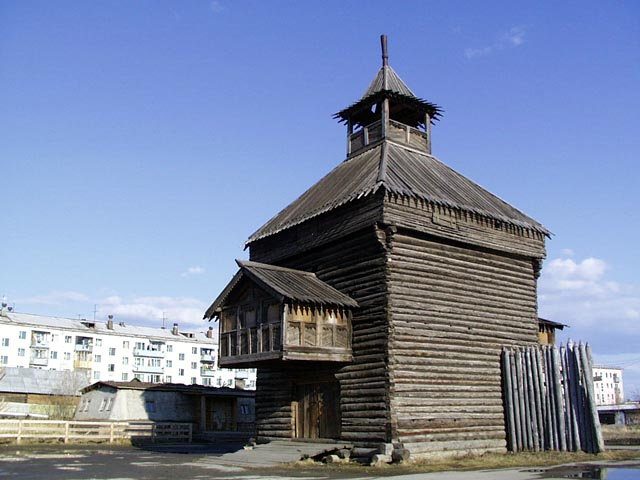
Torre del del fort de Iakutsk

La població colona de Sibèria presentà moltes característiques semblants a la de les colònies dels occidentals del Nou món, ja que durant els segles xvii i XVIII, els russos que emigraven a Sibèria eren fonamentalment caçadors i fugitius de la Rússia central, a saber, agricultors que escapaven de la servitud feudal, convictes fugitius i vells creients ortodoxos (raskolinki). Es van fundar forts per defensar els nous pobladors i els nadius dels nòmades del sud. Sovint als voltants d'aquests forts sortia una ciutat, tal és el cas de Tomsk (1604) i Berdsk (1716). A la primeria del segle xviii l'amenaça d'atacs dels nòmades anà disminuint i la regió es va anar poblant cada vegada més i es va establir a les ciutats una vida cívica normal. Fou en aquest segle quan es constituí a Sibèria una nova gubèrnia (governació de l'Imperi Rus) administrativa amb capital a Irkutsk; més endavant, ja en el segle xix, es tornarien a crear noves gubèrnies: la primera, a Tomsk (amb capital a la ciutat homònima), i després a Ienissei (amb capital primer a Ieniseisk i després a Krasnoiarsk).
A la dècada de 1730 es va dur a terme el primer gran projecte industrial siberià, la producció metal·lúrgica establerta per la família Demidov. Aquesta indústria propicià la fundació de la ciutat de Barnaül, on l'empresa va organitzar institucions socials com biblioteca, teatre, etc. Durant els anys 1856-1857 Pyotr Semenov-Tian-Shanski va residir a la ciutat, i va escriure:
| « | La riquesa dels enginyers de mines de Barnaül no s'expressa únicament en les seves llars, la seva roba, sinó encara més en el seu nivell educatiu, en el seu coneixement de la ciència i de la literatura. Barnaül és indubtablement el lloc més cultivat a Sibèria, i l'he anomenat l'Atenes siberiana, deixant Esparta per a Omsk. | » |
| — | |   |

Els mateixos fets tingueren lloc en altres ciutats: es construïen biblioteques públiques, museus de tradicions locals, col·legis i teatres, encara que la primera universitat siberiana no fou inaugurada fins a l'any 1880 a Tomsk.
Els camperols de Sibèria, més que els de la Rússia europea, confiaven en la seva pròpia força i habilitat, ja que havien de lluitar contra un clima més difícil sense cap ajuda externa. La manca de condició de serf i de propietari també contribuí en el seu caràcter independent. A diferència dels seus compatriotes europeus, els camperols siberians no tingueren problemes sobre la disponibilitat de la terra, ja que la baixa densitat de població va permetre la capacitat per cultivar una parcel·la intensament en una sola filera, després deixar-la en guaret durant molts anys, i sembrar altres parcel·les. Aquest avantatge es feu notar en l'abundància d'aliments dels siberians enfront de l'escassesa que patien els russos occidentals. Leonid Blummer ha assenyalat que la cultura de l'alcohol diferia notablement, ja que un camperol siberià bevia sovint, però de manera més moderada: "Per a un siberià el vodka no és una meravella, a diferència d'un camperol rus, que està disposat a beure'n una mar després d'haver-ne aconseguit". També les cases siberianes eren diferents de les típiques izbes russes: les cases eren grans, sovint de dos pisos, amb sostres alts i parets revestides amb taules i amb pintures a l'oli.

### L'exploració de Sibèria
L'exploració científica dels territoris siberians comença durant el període 1733-1742 amb les visites de Messerschmidt, Gmelin i De L'isle de la Croyere, seguides per les de Müller, Fischer i Georgi. Tot i això, la primera exploració minuciosa del territori, amb registres topogràfics i descripcions de la fauna, flora i habitants la realitzà el zoòleg i botànic alemany Peter Simon Pallas (1741-1811), juntament amb alguns estudiants russos. Els viatges de Christopher Hansteen i del físic alemany Georg Adolf Erman (1806-1877) també suposaren un important avanç en l'exploració del territori.
Altres científics occidentals com Alexander von Humboldt, Christian Gottfried Ehrenberg i Gustav Rose també van fer algunes exploracions a Sibèria, cosa que va contribuir a donar un nou impuls al coneixement i exploració de la zona. El naturalista i geògraf alemany Carl Ritter (1779-1859) elaborà en Asien (1832-59) les bases d'un sòlid coneixement de l'estructura de Sibèria. Més tard, l'expedició d'Aleksandr Fiodorovitx Middendorf (1843-45) al nord de Sibèria, contemporània dels viatges de Matthias Castrén per a l'estudi especial de les llengües uralaltaiques, dirigí l'atenció cap a la zona nord i despertà l'interès per la conca de l'Amur, que aviat esdevingué una zona de permanent recerca, amb les expedicions d'Akhte i Schwarz (1852), que després exploraren la Sibèria oriental. Les investigacions en aquesta conca i a Sakhalín van atreure investigadors com ara Richard Maack, Schmidt, Glehn, Gustav Radde i Leopold von Schrenk, que realitzaren nous estudis sobre fauna, flora i habitants. El 1852 una expedició militar russa comandada per Nikolai Muraviov explorà l'Amur, i el 1857 uns colons i agricultors russos s'establiren al llarg de tot el curs del riu, cosa que suposava l'annexió del territori a Rússia, fet que fou reconegut per la Xina en el tractat d'Aigun.
Encara que ja s'havia arribat a l'oceà Àrtic a la primera meitat del segle xvii, l'exploració de les seves costes no començà fins al segle xviii, amb les expedicions de Dmitri Ovtsin, Fedor Minin, Vasili Prontxistxev, Lasinius i Dmitri Laptev, els treballs dels quals constitueixen una pàgina brillant en la història dels descobriments geogràfics.
La branca siberiana de la Societat Geogràfica Russa es fundà al mateix temps a Irkutsk, i després esdevingué el centre per a l'exploració de Sibèria.

## Elseglexix

### Terra d'exiliats

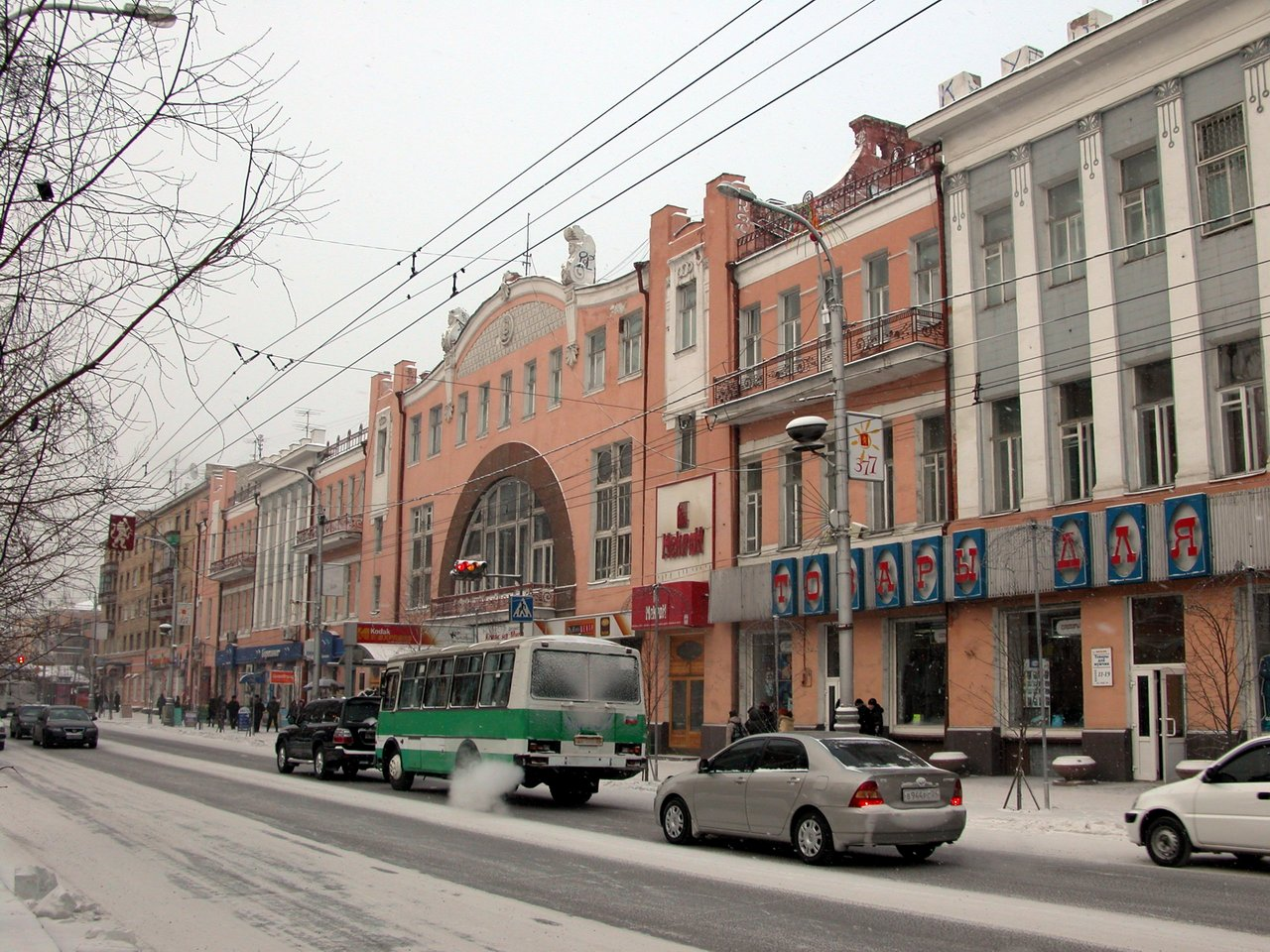
Krasnoiarsk ha conservat el seu centre històric amb edificis d'estil del

Sibèria va ser considerada un bon lloc d'exili per raons polítiques, ja que estava molt lluny de qualsevol país estranger. Un ciutadà de Sant Petersburg no desitjava escapar-se per l'immens camp siberià com feien camperols i delinqüents. Fins i tot les ciutats més grans com ara Irkutsk, Omsk i Krasnoiarsk no gaudien de vida social intensa i de la vida luxosa de les grans capitals russes. Entre els exiliats més nombrosos cal destacar els desembristes i els polonesos.
Unes vuitanta persones que participaren en la revolta desembrista (1825) foren condemnades a treballs forçats a Sibèria i a residir-hi de manera permanent. Onze dones els van seguir i s'establiren prop dels camps de treball. En les seves memòries, van donar fe de la benevolència i la prosperitat dels siberians rurals, i del tracte sever dels soldats i oficials:
| «                                                  | Viatjant a través de Sibèria, em vaig sorprendre i em fascinava a cada pas la cordialitat i l'hospitalitat que vaig trobar en tots els llocs. M'atuïa la riquesa i l'abundància amb la qual la gent viu fins avui (1861), però llavors era fins i tot més rica en tot. L'hospitalitat ha estat desenvolupada especialment a Sibèria. En tots els llocs vam ser rebuts com en països amics, a cada casa ens donaven de menjar bé, i quan vaig preguntar quant els devia, no en volien saber res, deien: «Posi un ciri a Déu». […] Sibèria és un país extremadament ric, la terra és normalment generosa, i cal poc de treball per obtenir una collita abundant. | » |
| — Polina Annenkova, Notes d'una esposa desembrista | |   |

Alguns desembristes van morir als camps de treball per malalties, uns altres sofriren xocs psicològics i fins i tot embogiren. Després de completar el període de treball obligatori, van ser condemnats a assentar-se en determinats pobles i ciutats petites. Allí, alguns començaren a fer negocis, el que en tenien permís. Només uns anys més tard, a la dècada de 1840, se'ls va permetre traslladar-se a les gran ciutats o establir-se en qualsevol lloc de Sibèria. El perdó sols arribà el 1856, trenta-un anys després de la revolta, quan Alexandre II de Rússia, amb motiu de la seva coronació, els perdonà i en rehabilità l'honor. Molts van tornar als seus llocs d'origen, però n'hi hagué excepcions: Vladimir Fedoseevitx Raevskii va ser detingut per la participació en cercles desembristes el 1822, i el 1828 fou exiliat a l'aldea d'Olonki, prop d'Irkutsk. Allí es casà i va tenir nou fills, comerciava amb pa, i va fundar una escola per a nens i nenes on ensenyava aritmètica i gramàtica. Després de ser perdonat per Alexandre II visità la seva ciutat natal, però va tornar novament a Olonki.
Vivint a les ciutas d'Omsk, Krasnoiark i Irkutsk, els desembristes contribuïren àmpliament a millorar-ne la vida social i cultural. A Irkutsk, les seves cases són ara museus i en molts llocs hi ha plaques commemoratives amb els seus noms. Malgrat els desitjos de les autoritats centrals, els revolucionaris no se sentiren marginats a Sibèria. Més aviat al contrari, els siberians havien viscut molt de temps pel seu compte i no sentien massa amistat per les autoritats russes. En molts casos, els exiliats van ser rebuts cordialment i adquiriren una bona posició.
Fiódor Dostoievski fou exiliat a una katorga prop d'Omsk, i feu el servei militar a Semipalàtinsk. En el servei també va haver de fer viatges a Barnaül i Kuznetsk, on es casà. Anton Txékhov no va estar exiliat, però el 1890 feu un viatge pel seu compte fins a l'illa de Sakhalín a través de Sibèria, i va visitar una katorga. En aquest viatge passà per Tomsk, que no li agradà gaire, i a continuació Krasnoiarsk, que considerà "la més bonica ciutat de Sibèria". Va assenyalar que malgrat que fos més un refugi de criminals que d'exiliats polítics, l'atmosfera moral era molt millor: no va sofrir cap robatori. Va fer l'observació que la demanda de desenvolupament cultural era evident, a més de la reeixida prosperitat econòmica.

### Els transports i el ferrocarril Transsiberià

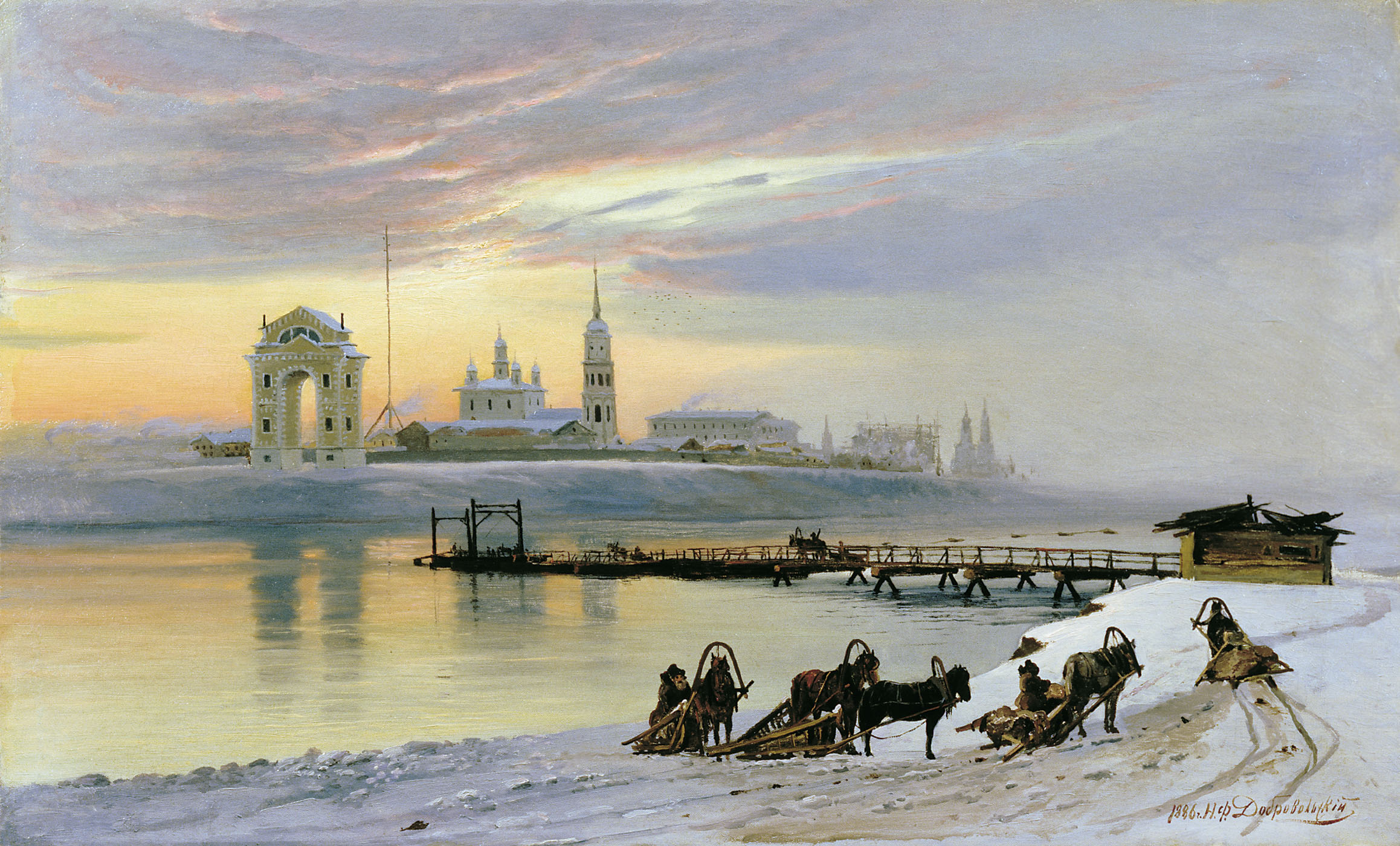
Creuant l'Angara a Irkutsk (1886)

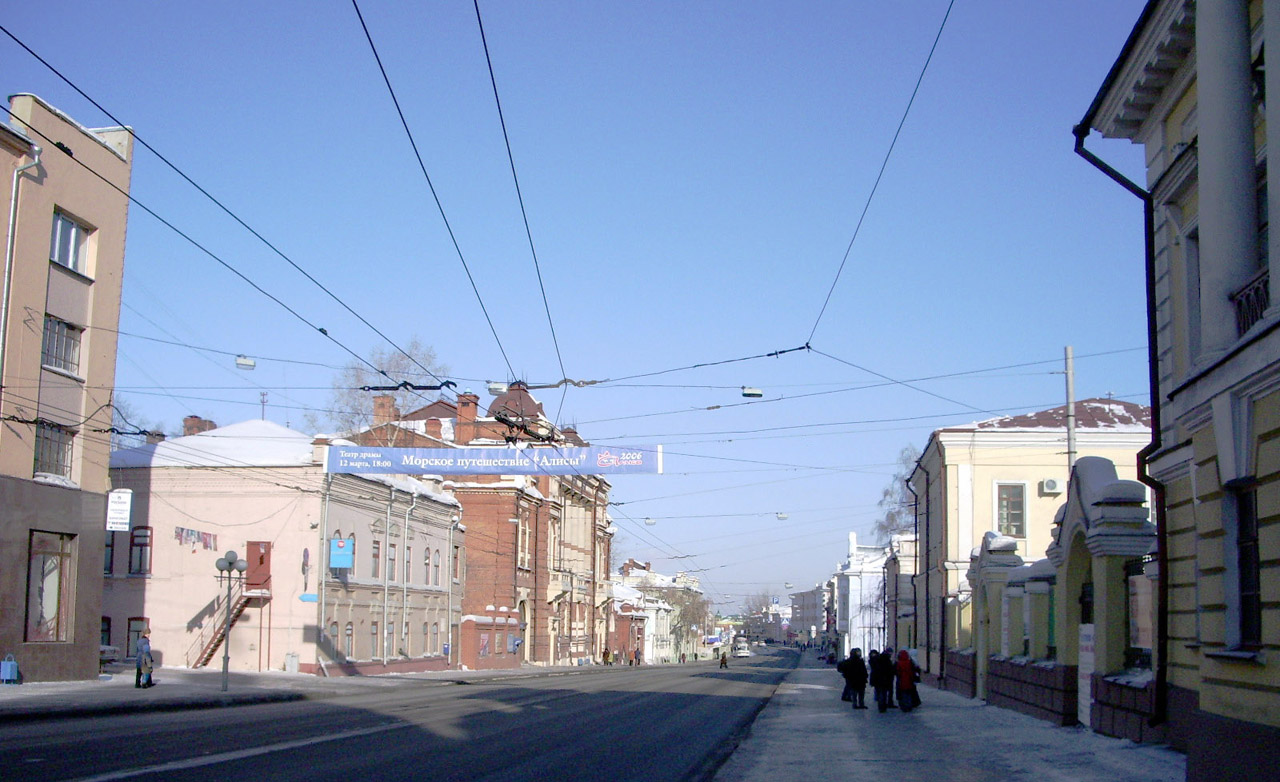
Tomsk era la ciutat més gran de Sibèria a finals del, però va ser deixada fora de la línia del Transsiberià

El desenvolupament de Sibèria es va veure obstaculitzat per la mancança de xarxes de transport en la regió, així com entre Sibèria i la resta de l'estat. A part del trakt Sibirski, els camins aptes per al transport rodat eren pocs. Durant uns cinc mesos a l'any els rius eren el principal mitjà de transport; durant la meitat freda de l'any, la càrrega i els passatgers viatjaven en trineus arrossegats per cavalls sobre camins hivernals, molts d'ells en els mateixos rius, ara coberts de gel.
El primer vaixell de vapor al riu Obi, l'Osnova de Nikita Miasnikov, va ser botat el 1844; no obstant això, els inicis del transport fluvial de vapor van ser molt difícils i fins al 1857 no es va desenvolupar i normalitzar al riu Obi. Per la seva part, al riu Ienissei en van començar a funcionar el 1863, i al Lena i l'Amur durant la dècada de 1870.
Mentre la relativament plana Sibèria occidental estava almenys ben servida pel gegantí sistema fluvial de l'Obi-Irtix-Tobol-Txulim, els cabalosos rius de Sibèria oriental —Ienissei, Alt Angarà (el riu Angara, a partir de Bratsk, era difícilment navegable a causa dels ràpids) i Lena— eren en la seva majoria navegables només de nord a sud. Un intent per solucionar una mica la situació fou la construcció del canal Obi-Ienissei, que no va ser gaire exitós. Només un ferrocarril podria ser una solució per als problemes de comunicació de l'estat.
Els primers projectes per construir una línia de ferrocarril a Sibèria van sorgir des de la creació del ferrocarril Moscou-Sant Petersburg. Un d'aquells fou el projecte Irkutsk-Txità, que pretenia connectar Irkutsk amb el riu Amur i, en conseqüència, dur-lo fins a l'oceà Pacífic.
Abans de 1880 el govern central poques vegades va respondre a aquests projectes, per la debilitat de les empreses de Sibèria, la por de la integració dels territoris siberians amb la zona del Pacífic, en comptes de Rússia, i que, per tant, caigués sota la influència dels Estats Units i del Regne Unit. La lentitud i torpesa de la burocràcia, i la por dels riscos financers, també van contribuir a la inacció: el sistema financer sempre va subestimar els efectes beneficiós de la via fèrria, suposant que absorbiria només el trànsit existent.
No obstant això, la por a perdre Sibèria va convèncer Alexandre II el 1880 de prendre la decisió de construir el ferrocarril, i l'any següent van començar-ne les obres. El Transsiberià donà un gran impuls a l'agricultura siberiana, cosa que va permetre incrementar les exportacions a la Rússia central i als estats europeus. Va afavorir no sols els territoris més propers al ferrocarril, sinó també els relacionats amb els rius meridionals, com ara l'Obi (Altai) i el Ienisei (àrees de Minusinsk i Abakan). L'agricultura siberiana exportava gran quantitat de blat barat a Occident, mentre l'agricultura en la Rússia central encara estava sota la pressió de la servitud, que abandonà oficialment amb l'anomenada reforma d'emancipació de 1861.
Així, per defensar-la i evitar la possible desestabilització social, el 1896, quan les parts orientals i occidentals del Transsiberià no estaven encara connectades, el govern introduí l'aranzel Txeliàbinsk (en rus, Челябинский тарифный перелом), una barrera aranzelària per al blat a Txeliàbinsk, i una barrera pareguda a Manxúria. Aquesta mesura canvià la manera en què s'exportava la producció de cereals: van sorgir molins a Altai, Novossibirsk i Tomsk; moltes finques es passaren a la producció de mantega. De 1896 a 1913, Sibèria exportava de mitjana 30,6 milions de puds (500.000 tones aprox.) de productes cereals anuals (en blat o farina).

## Principis del segle XX

### El programa de reassentament de Stolypin

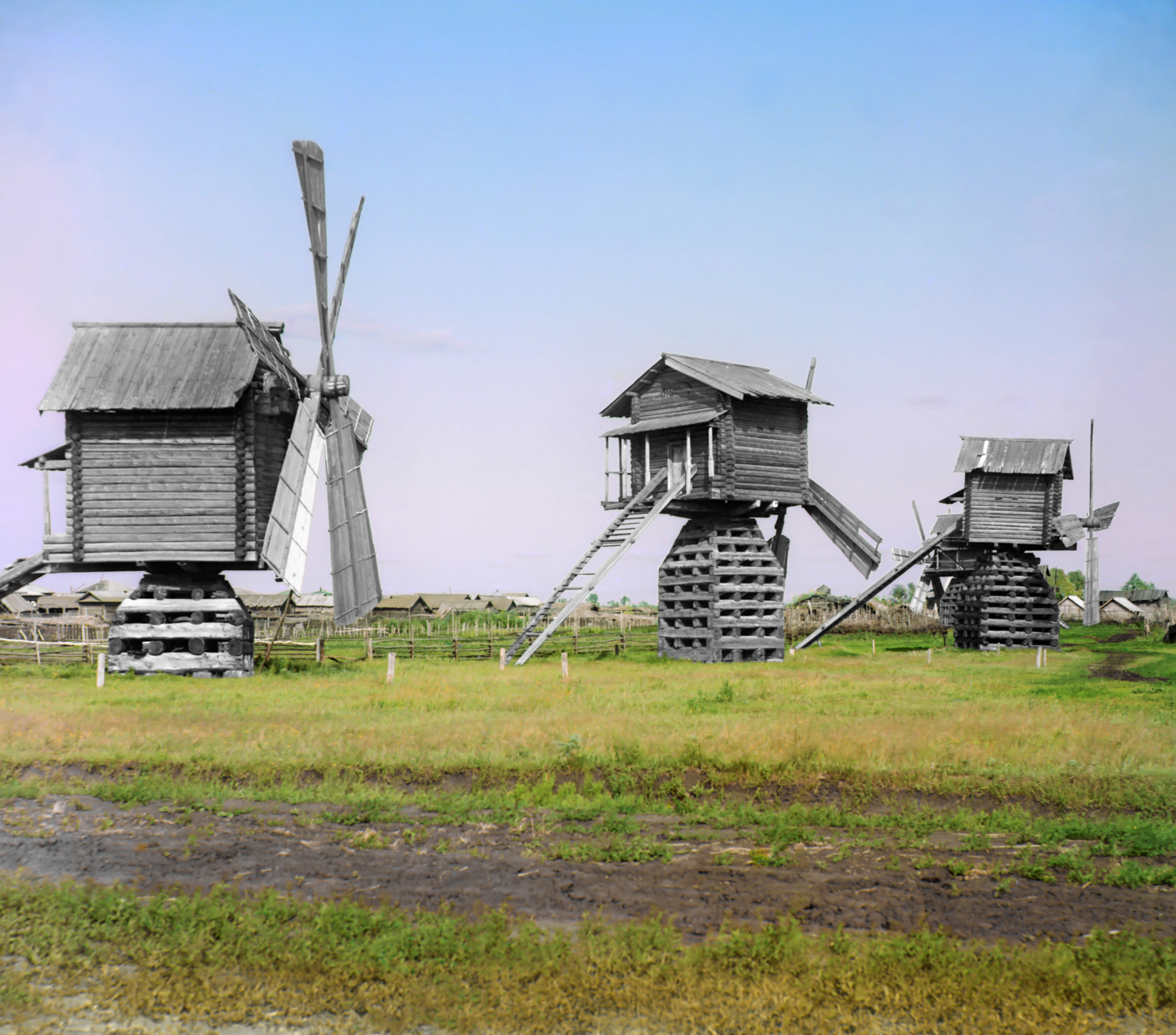
Molins de vent ideats per Prokudin-Gorskii a Sibèria occidental

Una de les primeres campanyes d'assentaments fou realitzada en temps de Nicolau II de Rússia, sota la direcció del primer ministre Piotr Stolipin durant 1906-11. Les zones rurals de Rússia central estaven molt poblades, mentre que l'orient encara era poc poblat, malgrat l'existència de terres fèrtils. El 10 de maig de 1906, per decret del tsar, es concedí als agricultors el dret a la transferència, sense cap restricció, als territoris asiàtics de Rússia, i obtenir-hi terra barata o gratuïta. Una gran campanya publicitària es va dur a terme amb la impressió de sis milions de pamflets i cartells, titulats Què dona el reassentament als camperols i Com viuen els camperols a Sibèria, que es van distribuir per les zones rurals mitjançant trens especials de propaganda. Es van preparar també trens per al transport d'emigrants. L'estat va concedir préstecs als colons perquè hi construïren granges.
No tots els colons van decidir quedar-se a les noves terres, ja que el 17,8% tornà als seus llocs d'origen. Tot i això, en total, més de tres milions de persones es reassentaren de manera oficial a Sibèria, i 750.000 hi van arribar a peu. De 1897 a 1914 la població s'incrementà el 73% i l'àrea de terra cultivada es va duplicar.

### Esdeveniment de Tunguska (1908)
L'esdeveniment de Tunguska, o explosió de Tunguska, fou una forta explosió esdevinguda prop del riu Podkamennaia, al territori que avui és el Krai de Krasnoiarsk, al voltant de les 7.14 del matí (0.14 UT, 7.02 del matí, hora solar local) el 30 de juny de 1908 (17 de juny del calendari julià, en ús a nivell local en aquell moment).
La causa de l'explosió és polèmica i avui molt discutida. Tot i que la causa n'és un tema de debat, es creu s'originà per l'explosió d'un fragment de meteorit o d'un cometa gran a una altura de 5.100 m de la superfície de la Terra. Alguns estudis han donat diferents estimacions de la mida de l'objecte, però s'ha establert consens en unes poques desenes d'amplària. Encara que es creu que ha estat l'impacte més gran en la història recent de la Terra, hi ha hagut impactes de grandària semblant en zones oceàniques que han passat desapercebuts abans de l'arribada de la vigilància per satèl·lit en els anys 60 i 70. A causa del fet que l'esdeveniment ocorregué en una zona remota, hi va haver pocs danys en vides humanes o materials i, de fet, fins a algunys anys després no es va estudiar degudament.
La primera expedició en arribar al lloc de l'esdeveniment ho va fer més d'una dècada després de l'explosió: el 1921, el mineralogista rus Leonid Kulik, que visitava la conca del riu Tunguska Podkamennaia com a part d'un estudi de l'Acadèmia Soviètica de Ciències, deduí pels relats locals que l'explosió havia estat causada per un enorme impacte de meteorit. Va convèncer el govern soviètic de finançar una expedició a la zona de Tunguska, d'acord amb la perspectiva que el ferro meteòric podria ser rescatat i ajudar la indústria soviètica.
L'expedició de Kulik arribà al lloc el 1927. Per a sorpresa seva, no hi trobà cap cràter i, en canvi, sí una regió d'arbres cremats en uns 50 km al voltant. Alguns a prop de la zona zero sorprenentment romanien encara drets, sense branques ni escorça, mentre que els més allunyats havien estat tombats en una direcció que marcava el centre.

## Sibèria sota l'URSS

### Revolució russa, dominació blanca i secessionisme
L'esclat de la Revolució russa suposà en aquest territori un enfonsament de l'autoritat russa en un primer moment, tot i que posteriorment a la Revolució d'Octubre de 1917 i enmig de la Guerra Civil russa, Sibèria es transformaria majoritàriament en una zona de domini blanc, des d'on l'Exèrcit Blanc, menxevics i socialrevolucionaris, units per l'antibolxevisme i amb el suport de potències estrangeres, intentarien fer front a les forces bolxevics sota el govern de Lenin, amb el control de la Rússia central. També hi aparegué un minoritari moviment independentista-nacionalista siberià que se sumà a aquestes forces antibolxevics, tot i que intentà aprofitar els desordres de la Guerra Civil russa per a fer valer les seves aspiracions d'una Sibèria autònoma.

#### Govern provisional de Sibèria (novembre del 1917)
El moviment independentista-nacionalista de Sibèria fou fundat per Iadrintsev, Shapov i Potanin durant el segle xix. Aquest últim va ser un dels fundadors de la "Duma" siberiana a l'agost de 1917 i més tard president del govern autònom.
El 2 d'agost de 1917 s'hissà a Tomsk, a l'inici de l'assemblea regional, una bandera blanca i verda amb la inscripció "Visca Sibèria autònoma" (Zazdrastvuyet avtonomnaya Sibir). Aquests colors siberians ja apareixien en un pamflet independentista datat del 21 de maig de 1865. El 5 d'agost de 1917 les organitzacions públiques reunides a l'assemblea regional de Tomsk van adoptar una bandera nacional de Sibèria amb els colors tradicionals: el blanc representant la neu i el verd els boscos (la taigà), dividida en diagonal des de la part superior de l'asta fins a la part inferior del vol, amb la part de dalt verda i la part de baix blanca. El 8 d'octubre de 1917 se celebrà un congrés de tota Sibèria.

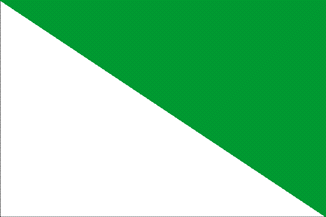
Bandera nacional de Sibèria

El desembre de 1917 a Ucraïna es formà un Comitè Militar revolucionari siberià que va aprovar la creació de regiments siberians separats dins el vuitè exèrcit rus estacionat al front romanès. Aquestes unitats van utilitzar cintes blanques i verdes per a identificar-se. El 22 de desembre de 1917 la situació es va reproduir al 16è exèrcit estacionat al mateix front.
El desembre de 1917 el Congrés extraordinari de Sibèria proclamà una autoritat autònoma. El gener de 1918 alguns delegats de Sibèria van formar una Duma pròpia. El 28 de gener de 1918 s'obrí el primer Parlament siberià a Tomsk i es formà un govern de Sibèria dirigit per Piotr Derber que començà a actuar el març de 1918, però fou dissolt pels bolxevics el maig, quan van ocupar Tomsk.

##### Comissariat de Sibèria Occidental (maig del 1918)
Les notícies del tractat de Brest-Litovsk, que suposaven la sortida de Rússia de la guerra, van alarmar als presoners txecs de Sibèria, partidaris del Consell Nacional txec, que desitjaven retornar al seu país per combatre pel Consell Nacional i aconseguir la independència. Els bolxevics els van negar el pas. Els txecs es van revoltar i van ocupar Samara, on varen formar un govern conegut com a Komutx (Comitè de membres de l'assemblea Constituent), amb la pretensió de representar tota Rússia. Després de l'ocupació de Novonikolàievsk (avui Novossibirsk) per la Legió Txeca, els delegats siberians van establir el Comissariat de Sibèria occidental (26 de maig de 1918) dirigit per Piotr Derber, que el juny de 1918 va establir la residència a Omsk.

##### Segon Govern Provisional Siberià (juny del 1918)
Els blancs, gràcies a la rebel·lió dels presos txecs, van poder ocupar Tomsk el juny de 1918, on el dia 23 es formà el segon govern provisional siberià, en el qual va tenir un paper destacat Piotr Vologodosky. Poc després a Omsk es proclamà la independència de Sibèria (4 de juliol de 1918). El setembre Piotr Vologodoski va trencar amb el govern de Tomsk i se'n va anar a Ufà, on assumí el poder declarant-se partidari d'una dictadura militar. A Ufà el govern provisional dels Urals fou substituït per un directori amb Vologodoski, Avksentiev, el general Boldirev, Vinogradov i Zenzinov (Directori d'Ufà). El govern siberià de Tomsk va fugir cap a Omsk, on a l'octubre es va imposar el Directori. El 18 de novembre de 1918 el cop d'estat de l'almirall Koltxak hi establí una dictadura i va posar fi de facto al govern independent siberià.

##### Directori d'Ufà (setembre del 1918)
Piotr Vologodoski abandonà el govern siberià de Tomsk i es traslladà a Ufà, on se li lliurà el poder i constituí un Directori que preconitzava la dictadura per fer front als bolxevics (setembre de 1918). El Directori va assumir el poder a Omsk (9 d'octubre de 1918) i va subsistir formalment fins al 18 de novembre de 1918, quan el cop d'estat de Koltxak va donar-li tot el poder. El Directori fou dissolt.

##### Govern provisional de totes les Rússies a Omsk (novembre del 1918)
Koltxak era considerat el dictador necessari per fer front als bolxevics i assumí el govern i el comandament de les forces armades. L'assistiren els consellers dels aliats, els generals Ianin i Knox. Koltxak disposava d'un exèrcit amb 112.000 soldats. Intentà avançar cap a l'oest amb ajuda dels txecs i el febrer de 1919 establí el quarter general a Irkutsk. El 6 de març de 1919 Koltxak començà la seva ofensiva entrant a Ufà. A l'abril Lenin feu una crida a reforçar el front oriental i 15.000 comunistes es van allistar sota el comandament de Kamenetz i amb el general Frunze a l'ala sud. Els xocs sagnants de l'abril van fer retrocedir Koltxak (al maig) i els bolxevics van recuperar Ufà. Kamenetz era partidari d'eliminar les forces de Koltxak mentre Patsetis i Trotski preferien combatre Denikin al Caucas. Stalin va afavorir Kamenetz i va fer prevaldre els seus punts de vista. La mort del cap bolxevic de l'Ural, Vasili Txapaev, no impedí els avanços comunistes que durant l'estiu van ocupar extensos territoris incloent Perm, i arribaren a només 509 km d'Omsk. L'agost els txecs van arribar a Kazan, però la varen perdre el setembre davant els bolxevics. El 12 de novembre de 1919 Koltxak i el seu primer ministre Pipilaev van sortir d'Omsk cap Irkutsk (en un tren blindat) i els bolxevics van entrar a Omsk el dia 14 de novembre de 1919. A la zona oriental de Sibèria van arribar tropes japoneses a finals de 1919 (vuitanta mil soldats) que van imposar-hi el terror; també hi van arribar forces de països europeus, dels Estats Units i de la Xina. Els guerrillers comunistes actuaven a la zona i a finals de 1919 s'acostaren a Irkutsk, on es dirigia el tren blindat de Koltxak. La legió txeca va retirar el seu suport a Koltxak. El 4 de gener de 1920 Koltxak va reasignar el poder en l'ataman suprem Gregori Semenov (el lloctinent del qual era el general Roman Ungern von Sternberg), que era el cap d'un grup d'atamans que dominava tota la zona del Baikal amb la imposició del terror per successives massacres (al seu govern se li deia l'Atamanxina). El gener de 1920 un comitè revolucionari va prendre el poder a Irkutsk i va establir el govern anomenat "Centre Polític", que donà pas al poder bolxevic (febrer).

##### Centre Polític (gener 1920)
Abans que Koltxak arribés a Irkutsk, una rebel·lió portà al poder els menxevics socialrevolucionaris (al gener), que van formar el govern anomenat Centre Polític. El 15 de gener Koltxak fou arrestat pels txecs (els aliats del general Yanin n'estaven assabentats), que el van lliurar al Centre Polític.
A finals de gener el Centre Polític traspassà el poder als bolxevics, i també li lliurà el presoner. Com que els blancs havien iniciat una contraofensiva cap a Irkutsk, l'almirall Koltxak fou executat sense judici per la Txekà (7 de febrer de 1920) i el seu cadàver llançat al riu Angarà.

### Col·lectivització, industrialització i gulag
En la dècada de 1920, sota l'URSS, l'agricultura siberiana entrà en decadència, a causa del fet que després de la guerra civil hostatjava un gran nombre d'immigrants que van explotar intensivament la terra, i l'exhauriren, de manera que les males collites hi eren freqüents. L'agricultura no fou destruïda durant la guerra, però la desorganització de les explotacions en va dur a la desestabilitat, i va reduir els ingressos dels camperols. D'altra banda, la prodrazviorstka i després l'impost sobre els aliments naturals van contribuir al descontentament general. Entre 1920 i 1924 hi va haver una sèrie de disturbis contra els comunistes a les zones rurals, amb més de quaranta mil persones involucrades. Tant els antics blancs com els antics partisans "rojos", que abans lluitaven contra Koltxak i constituïren la principal força dels comunistes en aquella zona, van participar en els disturbis. Segons una enquesta de 1927 en l'Óblast d'Irkutsk, els camperols van dir obertament que havien participat en la rebel·lió contra les autoritats i que esperaven ajuda estrangera. Cal assenyalar que també les autoritats soviètiques van declarar en un decret especial, a les constructores i treballadors, com a "enemics del poble".
La joventut, que havia estat socialitzada després de la guerra, s'hi va militaritzar intensament, i el govern soviètic va impulsar la propaganda militar amb la Komsomol. Hi ha moltes proves documentades de "bandolerisme roig", especialment al camp, amb la profanació d'esglésies i tombes cristianes, i fins i tot assassinats de sacerdots i creients. També hi va haver casos d'arbitrarietat en l'administració de la justícia, tot i que les autoritats van tractar de combatre aquest fenomen.
El 1930, el govern estalinista comença la col·lectivització de la terra i es posa l'etiqueta de "kulak" (raskulatxivanie) a les famílies acomodades que vivien a Sibèria. També es van donar casos d'etiquetatge a persones que simplement protestaven. Coincidint amb aquesta època d'industrialització forçada i col·lectivització, es desenvolupà una sonada repressió a aquelles persones que s'hi oposaven, motiu pel qual nombroses famílies de la Rússia central van ser exiliades a Sibèria, i les autòctones foren exiliades a les zones del nord, com Evenk, Khanti-Mansi okrugs i la part nord de l'Óblast de Tomsk. La col·lectivització va substituir el tradicional i eficaç mode d'explotació siberià de la terra, i algunes zones van perdre productivitat, i encara avui dia és un problema que no s'ha corregit.
A les ciutats, durant la NEP del govern de Lenin, i més tard, impulsades per la voluntat socialista, les autoritats van fer intents de construir noves ciutats socialistes igualitàries segons els patrons del constructivisme de moda imperant, tot i que els resultats posteriors no van ser del tot els previstos i en algunes ciutats sols se'n dugué a terme una part del projecte. Per exemple, el teatre de Novossibirsk va ser inicialment dissenyat segons els patrons constructivistes purs per arquitectes que en aquells moments es trobaven a l'exili, però a mitjans dels anys trenta, amb la irrupció del classicisme, sofrí una sèrie de modificacions que van canviar-ne la concepció.

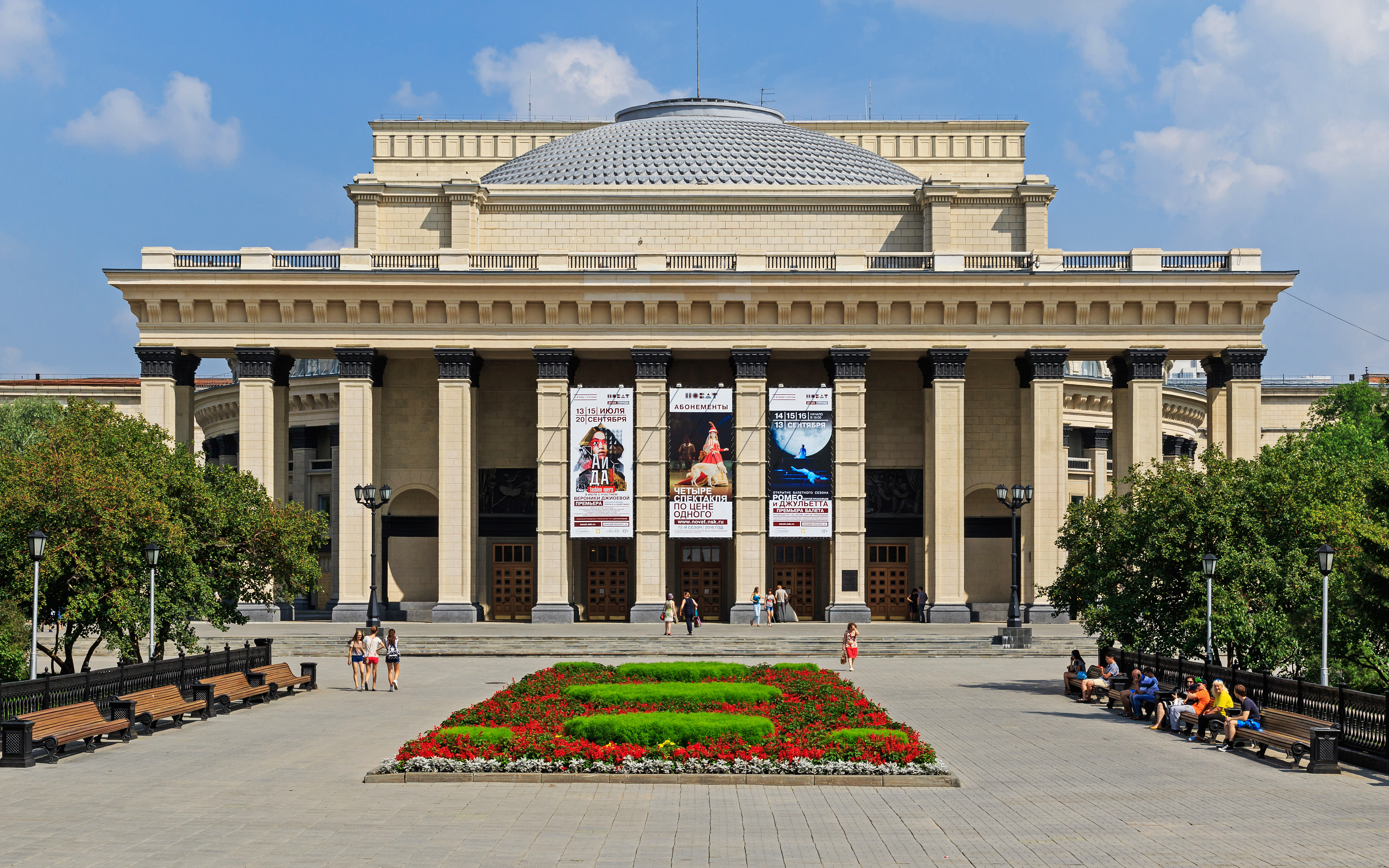
Òpera i teatre de ballet de Novossibirsk

Novossibirsk fou la ciutat afavorida durant la dècada de 1930, malgrat que Omsk va ser la ciutat que més va créixer després de la construcció del Transsiberià, i va esdevenir la ciutat més gran de Sibèria en aquells moments. La industrialització durant aquells anys també es feu notar en altres llocs del país, com a la conca de Kuznetsk, on va tenir lloc l'ambiciós projecte de desenvolupament basat en la indústria pesant (mineria de carbó i metal·lúrgia del ferro), o a la ciutat de Norilsk, a l'àrea del nord siberià, on es desenvolupà la mineria de níquel i altres metalls (cal dir que avui també és una de les zones més contaminades del món). La industrialització també arribà a les ciutats de la Ruta del Mar del Nord.
Cal esmentar també la cara més negra del període estalinista a Sibèria, que no fou altra que l'extensió i creació dels anomenats "gulags", camps de treballs forçats amb penoses condicions de vida on eren deportats criminals i deliqüents, així com nombrosos presos polítics i dissidents de Stalin. Els gulags es crearen durant el tsarisme ja com a centre de repressió i deportació, però durant l'època estalinista es van multiplicar. Es calcula que les morts durant el període de 1930 a 1956 ascendeixen a 1.606.748 persones (encara que no es compten els ajusticiats durant la Gran purga).

### Segona Guerra mundial
En juny de 1941, Hitler va iniciar per sorpresa la invasió de la Unió Soviètica durant l'operació militar més gran de la història (Operació Barba-roja): les forces cuirassades alemanyes van engolir en molt poc de temps milers de quilòmetres de territori soviètic derrotant un Exèrcit Roig desprevingut i debilitat per les purgues que no fou capaç d'aturar la Wehrmacht fins que aquesta no es trobà a les portes de Leningrad i de Moscou. El govern de Stalin tractà de protegir i salvar les indústries russes evacuant-les cap als Urals i Sibèria, davant la previsió que poguessin ser capturades pels alemanys. D'aquesta manera, moltes empreses i treballadors es traslladaren a ciutats siberianes mitjançant el ferrocarril. Es van muntar les indústries militars prop d'estacions de tren davant la necessitat de munició i d'equipament militar de l'exèrcit. Els edificis dels tallers es van construir de manera simultània a la producció.
La majoria d'indústries evacuades es van quedar en les noves ubicacions després de la guerra, i van contribuir en gran manera a augmentar la producció industrial siberiana, esdevingueren el nucli de moltes ciutats com ara Rubtsovsk. La ciutat més a l'est que va rebre indústria va ser Ulan-Udè, ja que Txità es considerava perillosament a prop de la Xina i el Japó.
Al final de la guerra, milers de soldats i oficials captius dels exèrcits alemany i japonès foren condemnats a diversos anys de treballs forçats en totes les zones de Sibèria. Aquests camps varen ser dirigits per una administració diferent de les dels gulags, però, tot i així, molts en van trobar la mort, especialment durant els hiverns, tot i que no era la intenció de les autoritats dels camps. Les seves tasques eren prou variades, des de cultivar vegetals fins a la construcció del ferrocarril Baikal-Amur.
També caldria anomenar dins d'aquesta època de guerra el decret del 28 d'agost de 1941 que va emetre el Soviet Suprem a instàncies de Stalin, "Sobre el reassentament dels alemanys de la regió del Volga", pel qual molts en foren deportats a diverses zones rurals del Kazakhstan i Sibèria.

### L'expansió industrial

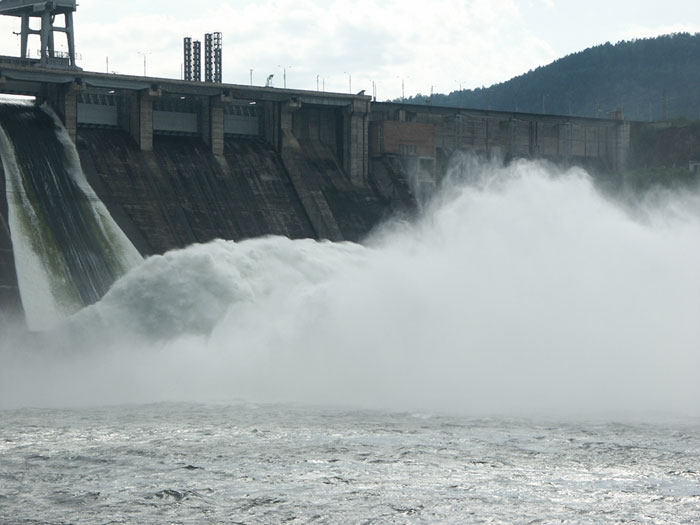
Central hidroelèctrica de Krasnoiarsk

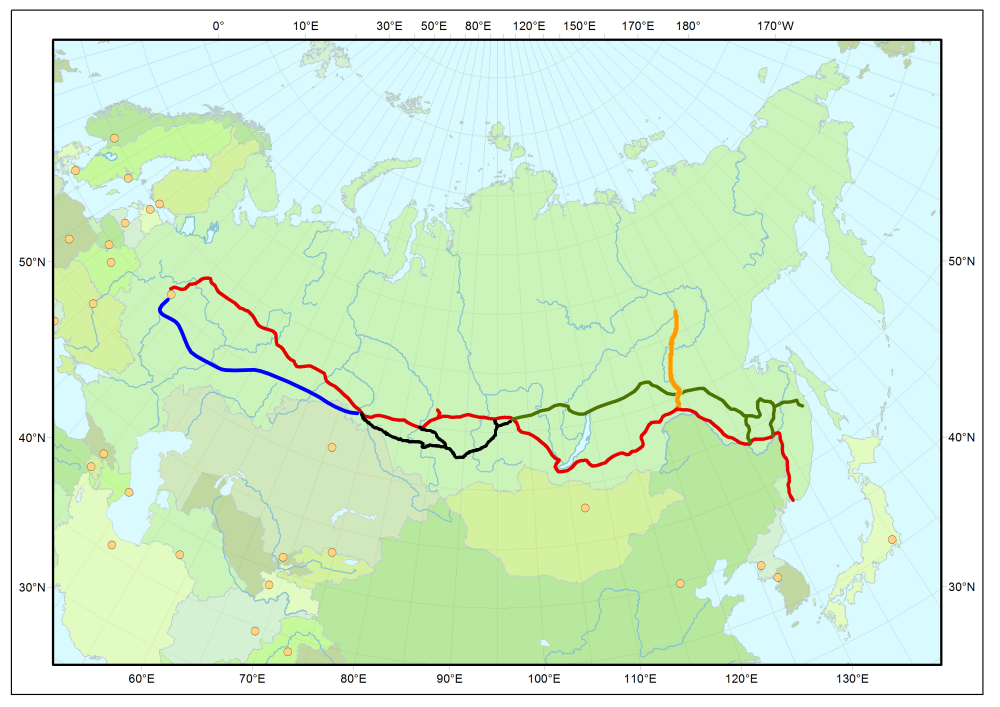
En verd, la línia Baikal-Amur; en roig, el Transsiberià

Durant la segona meitat del segle xx, les exploracions amb vista a l'explotació de recursos naturals i hidroenergètics continuaren. Es planejaren molts projectes, però les guerres i el canvi d'opinió constant de les autoritats soviètiques els van anar ajornant en l'aplicació.
El projecte més famós fou el de la construcció del ferrocarril Baikal-Amur, paral·lel al Transsiberià però més al nord. Es projectà a causa que es considerava que aquest últim passava perillosament molt a prop de la frontera xinesa. La construcció en començà abans de la Segona Guerra Mundial, i van quedar suspeses les obres durant la guerra i se'n reprengueren al final. Després de la mort de Stalin la construcció se'n tornà a paralitzar i es va reprendre anys després, sota Bréjnev.
L'allau de centrals hidroelèctriques construïdes en les dècades dels 60 i 70 al riu Angarà fou un projecte semblant al de la Tennessee Valley Authority als Estats Units, i van possibilitar la construcció i posada en marxa de grans instal·lacions productives, com ara les plantes d'alumini de Bratsk i Ust-Ilimsk, la mineria a la conca de l'Angarà i les plantes fusteres. El preu de l'electricitat a la conca de l'Angarà era el més baix de tot Rússia, no obstant això, hi ha projectes en aquesta zona que encara avui esperen ser acabats.
La cara més negativa d'aquest desenvolupament foren els danys ecològics que van ocasionar per l'excessiva grandària de les preses i els baixos nivells de producció. També van contribuir a l'augment de la humitat en un clima ja difícil. Aquests inconvenients van fer que un altre projecte de construir una gran central hidroelèctrica al riu Katun, a les muntanyes d'Altai, durant la dècada del 1980, originés grans protestes públiques i fos suprimit.
Algunes ciutats siberianes estaven molt vinculades a la indústria militar, algunes de les quals estaven a prop de centres militars importants com el NPO Vektor (Novossibirsk) i eren ciutats tancades, com Seversk o Vladivostok, a l'oceà Pacífic. A finals dels anys 80 una gran part de la producció industrial d'Omsk i Novossibirsk (sobre el 40%) provenia de la producció d'equipament militar. Quan l'estat deixà d'invertir fons en aquest sector amb la Perestroika, una gran part en feu fallida i deixà pas a una crisi econòmica.

## El segle XXI

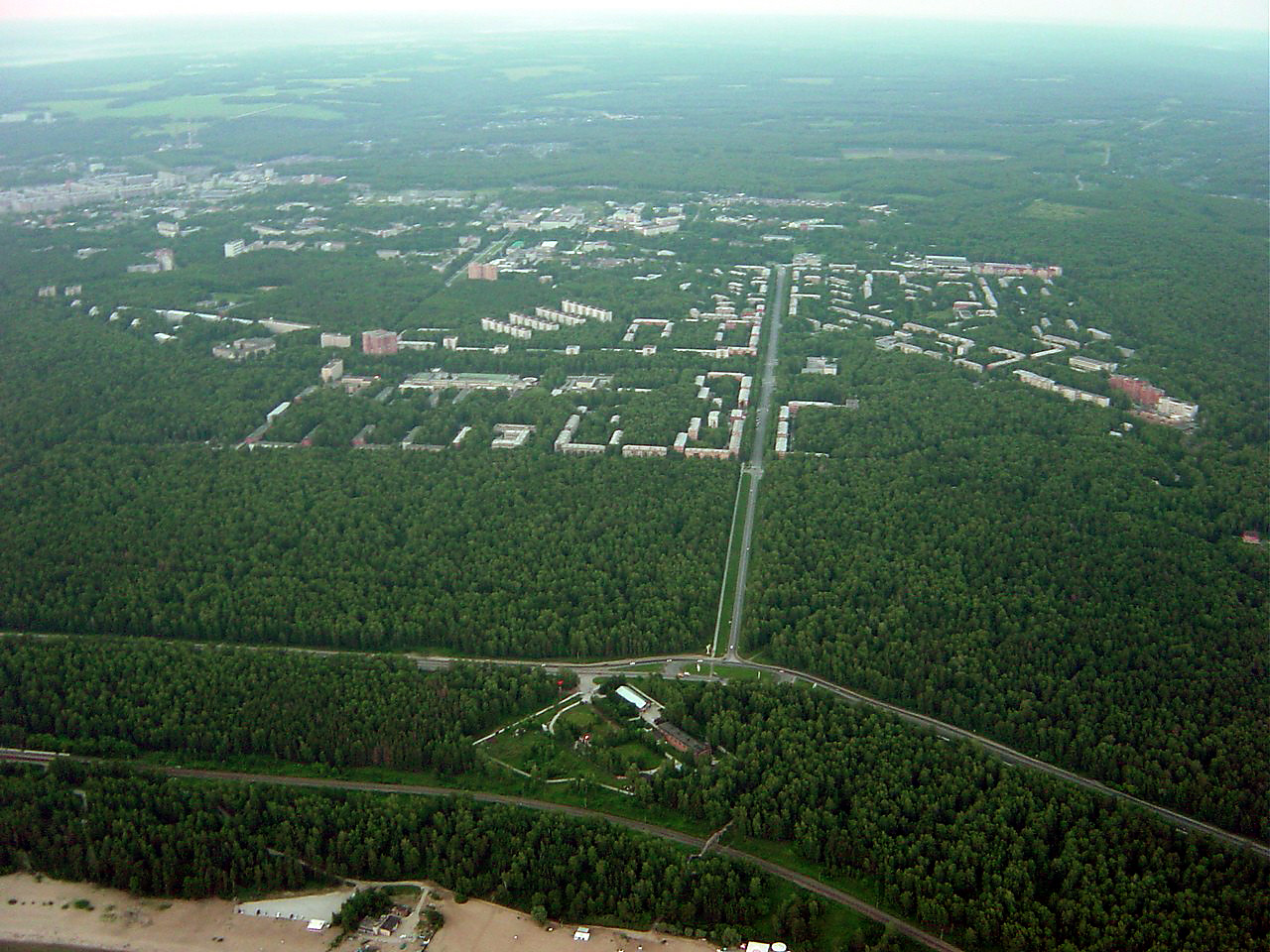
Akademgorodok, una ciutat científica prop de Novossibirsk

La branca siberiana de l'Acadèmia Russa de les Ciències reuneix avui una gran quantitat d'instituts d'investigació a les ciutats més grans, i l'Institut Budker és el més gran de física nuclear a Akademgorodok (ciutat científica), a prop de Novossibirsk. Unes altres ciutats científiques, o simplement districtes integrats per instituts d'investigació, també anomenats Akademgorodok, es troben en ciutats com Tomsk, Krasnoiarsk i Irkutsk. Aquests llocs són els centres de nou desenvolupament de les noves tecnologies, especialment els centres de Novossibirsk, amb el malnom de Silicon Taiga, i a Tomsk.
Hi ha un nombre d'empreses amb seu a Sibèria que han estès el negoci d'alguns productes a nivell supraregional i estatal. Alguns artistes siberians i indústries han creat centres que ja no estan centralitzats a Moscou, com Idea (festival de baix cost) o Golden Capital (premi anual d'arquitectura).

### Perspectives futures

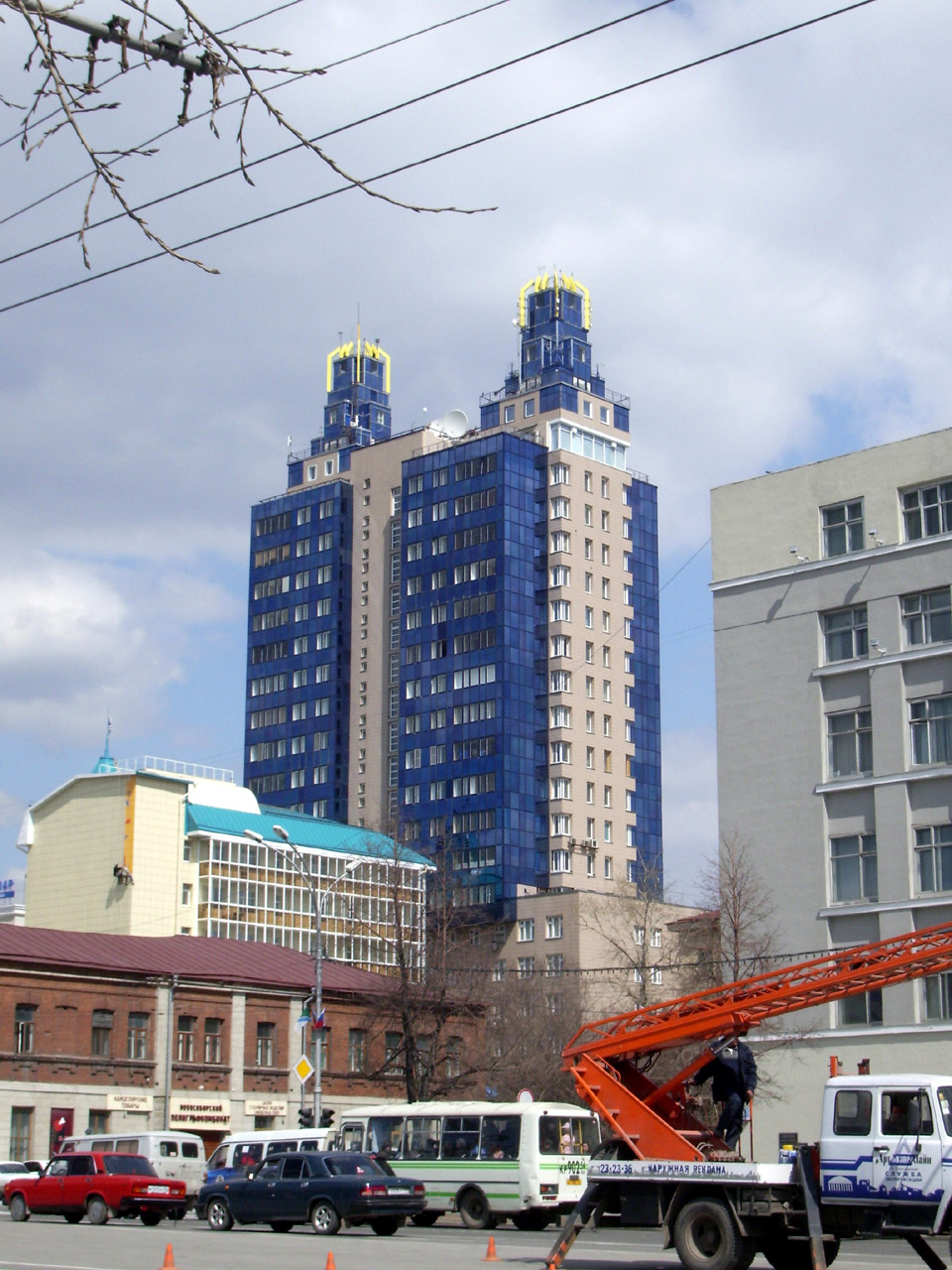
Un nou edifici (2003) d'apartaments a Novossibirsk

Fins a la conclusió de l'autopista de Txità-Khabarovsk, el Transbaikal era un atzucac per al trànsit de vehicles. Encara de recent construcció, aquesta carretera no sols ha beneficiat els viatges cap a o des de les províncies del Pacífic, sinó que també ha impulsat la colonització i expansió industrial en les zones aïllades i escassament poblades del krai de Zabaikàlie i de la província d'Amur.
L'expansió de les xarxes de transport seguirà per definir les direccions del desenvolupament regional de Sibèria. El següent projecte que es durà a terme és l'ampliació del ramal de ferrocarril a Iakutsk. Un altre gran projecte, proposat ja en el segle xix com una opció septentrional per al ferrocarril Transsiberià, és el ferrocarril Siberià del Nord, entre Nijnevartovsk, Beli Iar, Lesosobirsk, i Ust-Ilimsk. Els ferrocarrils de Rússia també han suggerit un ambiciós projecte d'un ferrocarril a Magadan, la península de Txuktxi i després un túnel sota l'estret de Bering fins a Alaska.
Mentre els russos segueixen emigrant des del Districte Federal de Sibèria i del Districte Federal del Llunyà Orient cap a la Rússia occidental, les ciutats de Sibèria atreuen mà d'obra (legal o il·legal) de les repúbliques de l'Àsia central i de la Xina. Encara que els nadius són conscients de la situació, en la Rússia occidental el mite de milers i milions de xinesos vivint al Transbaikal i al Llunyà Orient està molt estès, per la qual cosa no és infreqüent, sobretot a l'oest dels Urals, la por d'una suposada annexió per part de la Xina del sud-est de Sibèria.